# Strejke
|  | For Sergej Eisensteins film, se Strejke (film) |
En strejke er en organiseret arbejdsnedlæggelse.
Strejken er et kampvåben for arbejderne i indsatsen for at opnå bedre løn- og arbejdsvilkår.
Strejker er lovlige i Danmark og EU. En strejke kan dog være overenskomststridig og arbejdstageren kan blive pålagt bod. 
Af større strejker i verden kan nævnes Den britiske minearbejderstrejke 1984-85, mens større danske strejker inkluderer Folkestrejken i 1944 og Skraldekonflikten i 1995-1996 i Århus.
En meget stor strejke kaldes en generalstrejke eller storkonflikt.

## Strejkens historie
Ordet kommer af engelsk (strike) som egentlig betyder stryge sejlene og sætte skibet i stå.[kilde mangler]
Strejkevåbnet blev taget i brug i de tidligste fagforeninger, hvor arbejderne solidarisk nægtede at arbejde under de budte forhold. Strejken kan undertiden følges af en blokade, hvor de strejkende hindrer andres (ikke-medlemmer af fagforeningen) adgang til den strejkeramte arbejdsplads.[kilde mangler]
I slutningen af 1800-tallet var den almindeligste strejkeform i Danmark den såkaldte skrue, hvor arbejderne i en branche nedlagde arbejdet på de forskellige arbejdspladser efter tur, således at de ikke-strejkende arbejdere understøttede de strejkende.[kilde mangler]
Mange regimer har i tidens løb forbudt strejker.[kilde mangler]

## National og international lovgivning og beskyttelse
Retten til at strejke er lovlige i EU og beskytteti henhold til Den Europæiske Menneskerettighedskonvention artikel 11, og i EUs European Pillar of Social Rights. Retten til at strejke er dog ikke absolut, idet Den Europæiske Menneskerettighedsdomstol i sagen Enerji Yapi-Yol mod Tyrkiet af 21. april 2009 udtalte, at retten til at strejke vil kunne udsættes for visse betingelser og restriktioner.
Strejker er som udgangspunkt lovlige, Strejker kan for nogle arbejdsområder og i nogle lande være ulovlige, fx må britiske politibetjente og danske tjenestemænd ikke strejke. For alle andre er det lovligt at strejke. 
Retten til at strejke og navnlig omfanget af de restriktioner og begrænsninger der retmæssigt måtte kunne foretages mod strejkeretten er af central betydning for hvorledes arbejdsmarkedet udvikler sig. Ønsker man at begrænse strejkeretten vil man søge mod EU-domstolen i Luxembourg og påberåbe sig Viking line-dommen og Laval-dommen. Ønsker man at udvide strejkeretten vil man søge mod Den Europæiske Menneskerettighedsdomstol i Strasbourg og påberåbe sig Enerji Yapi Yol-dommen og Demir og Baykara mod Tyrkiet-dommen. Retten til at strejke er derfor et fortsat diskussionsemne.

### EU-kommissionens Forordningsforslag af 21. marts 2012
EU-kommissionen fremsatte d. 21. marts 2012 forslag til Forordning som opfølgning på ovennævnte 2 EU-domme.
Forordningen indeholder i artikel 3 et vagt formuleret krav til medlemslandene om at sikre alternative tvistbilæggelsesordninger. Forslaget ses af beskæftigelsesminister Mette Frederiksen som et angreb på strejkeretten, primært under henvisning til at der i artikel 4 indføres varslingsregler gældende for staterne, men også under henvisning til formuleringen af forslaget.   Da 1/3 af EUs nationale parlamenter har forkastet forslaget er forordningsforslaget trukket tilbage. Det vides ikke om det vil blive genfremsat i revideret udgave eller om det bliver helt opgivet. 

### Danmark
I Danmark vil en strejke typisk finde sted i forbindelse med overenskomstforhandlingerne. I den periode er det lovligt og ikke overenskomststridigt at strejke. Strejker udenfor forhandlingsperioden vil som udgangspunkt være overenskomststridige og arbejdstagerne kan blive pålagt en bod. Det vil dog være inden for overenskomstaftalen at strejke hvis det pålagte arbejde medfører en trussel for arbejdstagerens liv, velfærd eller ære.

## Strejker

### Verden
- Den britiske minearbejderstrejke 1984-85
- Minearbejderstrejkerne i Sovjetunionen i 1989
- Fløjlsrevolutionen. Under Fløjlsrevolutionen strejkede op mod 75% af befolkningen d. 27/11-1989 i to timer.[12]

### Danmark
- Tømrerstrejken i 1794
- Folkestrejken (1944)
- Storkonflikten i 1973
- Skraldekonflikten i 1995-1996 i Århus
- Storkonflikten i 1998 (også kaldet "Gærkrisen")
- Overenskomstsstrejkerne i 2008